# Romsoft
Romsoft este un retailer de produse IT&C din România care activează sub brandul Depozitul de Calculatoare.
Compania își are rădăcinile în secția Institutului de Cercetări în Informatică (ICI), numit Laborator "Biblioteca Națională de Programe" înainte de 1989.
În anul 1990, Biblioteca Națională de Programe s-a desprins de ICI și a devenit o unitate economică cu personalitate juridică, numită Centrul Național de Difuzare Produse Informatice (C.N.D.P.I.), înregistrată în 1991 sub marca Romsoft.
În anul 1992 Romsoft devine societate pe acțiuni, statul român deținând pachetul majoritar.
Din 1999 capitalul social al firmei este integral privat. Firma s-a axat pe parcurs pe distribuția de hardware, software-ul deținând o pondere din ce în ce mai mare în cifra de afaceri.
Pentru a reflecta această realitate, în anul 2001 Romsoft și-a adăugat în denumire sintagma „The hardware company”.
Compania avea 91 de magazine în anul 2008, când a fost nevoită să închidă 12 magazine, datorită crizei financiare.
Concurenții companiei sunt K-Tech Ultra Pro, Altex, Flamingo, iar pe piața de vânzări online eMag, PCFun, Cel.ro.
Cifra de afaceri:
- 2008: 48,1 milioane euro[3]
- 2007: 40 milioane euro[2]